# (2894) Kakhovka
(2894) Kakhovka (1978 SH5) – planetoida z pasa głównego asteroid okrążająca Słońce w ciągu 5,49 lat w średniej odległości 3,11 j.a. Odkryta 27 września 1978 roku.